# یواس‌اس پالاکس (ای‌کی‌اس-۲)
یواس‌اس پالاکس (ای‌کی‌اس-۲) (به انگلیسی: USS Pollux (AKS-2)) یک کشتی بود که طول آن ۴۵۹ فوت ۲ اینچ (۱۴۰ متر) بود. این کشتی در سال ۱۹۳۹ ساخته شد.